# Aletheia
Aletheia (Oudgrieks: ἀλήθεια) wordt op twee manieren gebruikt:
1. als het   "normale"  Oudgriekse woord voor waarheid.
2. als een filosofische term die vooral berust op de letterlijke betekenis,  namelijk: a-letheia = on-vergetenheid,   on-verborgenheid.
Vooral deze laatste betekenis ("on-verborgenheid") speelt bij de interpretatie van presocratische filosofie een belangrijke rol. 
Het is vooral de Duitse filosoof  Martin Heidegger geweest die de oorspronkelijke betekenis van het begrip heeft benadrukt: het "on-verborgen", "on-verhuld" zijn van de dingen ontstaat, volgens hem, doordat de mens ze onthult, dat wil zeggen ze door middel van het waarnemen onttrekt aan het "Niets". Hoewel Heideggers eigenzinnige interpretaties van oud-Griekse fragmenten zeker niet onomstreden zijn, is zijn uitleg van het oorspronkelijke begrip "aletheia"  als "onverborgenheid" intussen ruim aanvaard.
Na de presocratische tijd (vooral vanaf Aristoteles, 384-322 v.Chr.) heeft de betekenis van aletheia zich in  wetenschap - en iets minder in filosofie - steeds verder ontwikkeld in de richting van waarheid als "overeenkomstig een bepaald gegeven" (de zogenaamde "correspondentietheorie": adaequatio intellectus et rei). Anders gezegd: kennis en werkelijkheid komen daarbij overeen.